# トィホメリ
トィホメリ（ウクライナ語: Тихомель）はウクライナ・フメリニツキー州ビロヒリャ地区(ru)の村落（село / セロ）である。2001年ウクライナ国勢調査では人口は272人。2011年には255人。 
トィホメリはホルィニ川に面する 。トィホメリから1km地点のホルィニ川岸には、12世紀の都市遺構(ru)があり、中世の都市チホムリの跡地とされている。